# Aglaya (hija de Mantineo)
En la mitología griega Aglaya u Ocalea, (Ἀγλαΐα / Aglaḯa o Ὠκάλεια), «la cual en belleza con las olímpicas competía», era la esposa del rey Abante de Argos. Era la hija de Mantineo y nieta de Licaón.
Aglaya dio a luz a Preto y al rey Acrisio, y Zeus, el padre de hombres y de dioses, les dio reinos diferentes.
Otras fuentes hacen a Aglaya esposa de Amitaón, al menos como madre de Melampo y Biante. Pero en este papel a Aglaya se la confunde con Idómene.